# ششم خنثی
ششم خنثی (انگلیسی: Neutral sixth) در تئوری موسیقی فاصله ششم خنثی، مقیاسی از ربع پرده بین فاصله ششم بزرگ و ششم کوچک است.

## تعریف
ششم خنثی در فاصله ای بین ششم بزرگ (۹۰۰ سنت) و ششم کوچک (۸۰۰ سنت) وجود دارد. در نتیجه ششم خنثی بر اساس کوک اعتدال مساوی، برابر با (۸۵۰ سنت) است.
مثال از نت دو: دو تا لا (ششم بزرگ)، «دو» تا «لا نیم بمل» (ششم خنثی) دو تا لا بمل (ششم کوچک)

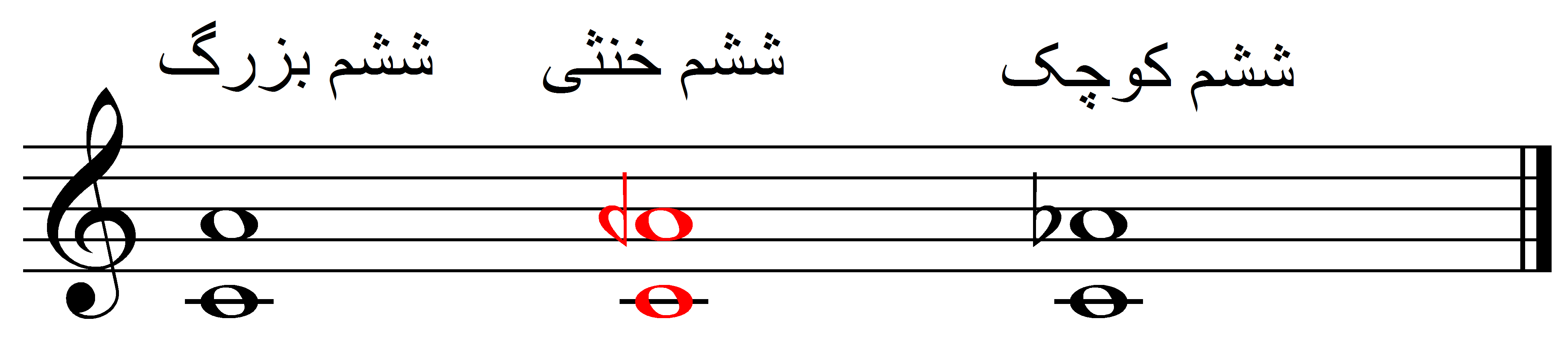
مثال از فاصله ششم خنثی